# Joint d'Oldham
 (octobre 2019).
Si vous disposez d'ouvrages ou d'articles de référence ou si vous connaissez des sites web de qualité traitant du thème abordé ici, merci de compléter l'article en donnant les références utiles à sa vérifiabilité et en les liant à la section « Notes et références ».
Un joint d'Oldham (on dit souvent joint de Oldham) est un élément de mécanisme assurant la transmission d'un mouvement de rotation entre deux arbres quasi coaxiaux et parallèles. Il a été inventé par l'ingénieur irlandais John Oldham en 1820 pour résoudre un problème de placement de roue à aubes sur un bateau à vapeur.

Animation d'un joint d'Oldham

## Description
Le disque du milieu tourne autour de son centre à la même vitesse que les arbres d'entrée et de sortie. Ce centre tourne cependant à une vitesse double de celles des arbres, dans une trajectoire circulaire centrée entre les axes de ces arbres[pas clair].
Ce joint de transmission a pour avantages :
- une excellente compacité tant que la distance entre les axes est faible
- son homocinétisme, c'est-à-dire qu'à tout instant, les vitesses des deux arbres d'entrée et de sortie sont égales.

En revanche, les frottements internes nuisent d'autant au rendement que les axes sont désalignés. Son utilisation est donc limitée à de basses vitesses de rotation et à de faibles désalignements.